# Ridván z Aleppa
Ridván z Aleppa († 10. prosince 1113) byl seldžucký emír z Aleppa (1095–1113).
Byl synem Tutuše. Po smrti svého otce získal Ridván Aleppo, zatímco jeho bratr Dukak Damašek. Arabskými kronikáři byl často vykreslován jako původce nesvárů, které umožnily úspěch první křížové výpravy. Byl totiž znepřátelen se skoro všemi svými sousedy včetně svého bratra Dukaka a tchána Džaná al-Daúly Husajna. Navzdory tomu se Ridván udržel u moci v Aleppu až do své smrti v roce 1113. Mezi Ridvánovy pomocníky patřili i příslušníci sekty Assassinů. Po jeho smrti se stali v Aleppu oběťmi pogromu a zbývající uprchli na území křižáků, kde se usadili v horské krajině na severním pomezí hrabství Tripolis.